# تي موبايل سنتر
تي موبايل سنتر (بالإنجليزية: T-Mobile Center)‏ سابقًا سبرينت سنتر (بالإنجليزية: Sprint Center)‏ هي ساحة متعددة الأغراض في وسط مدينة كانساس سيتي بولاية ميزوري.